# لانتانا بلسمية
لانتانا بلسمية (الاسم العلمي: Lantana balsamifera) هي نوع نباتي يتبع جنس اللانتانا من فصيلة اللويزية.